# Cowboys from Hell
| Críticas profissionais | Críticas profissionais |
| Avaliações da crítica  | Avaliações da crítica  |
| Fonte                  | Avaliação              |
| ---------------------- | ---------------------- |
| allmusic               | [ 1 ]                  |

Cowboys from Hell é o quinto álbum de estúdio da banda estadunidense de heavy metal Pantera, lançado em 24 de julho de 1990, pela Atlantic Records.
É o primeiro sucesso comercial da banda, considerado por muitos como o verdadeiro primeiro álbum de estúdio lançado por eles. Ele marca o começo de um novo capítulo em sua história e uma mudança na imagem e no som, onde eles deixaram o glam rock/metal de lado e começam a exibir traços de thrash metal, definindo as bases do que viria a se chamar groove metal que se concretizou no álbum seguinte.

## Faixas
| N.º | Título                   | Duração |  |
| 1.  | "Cowboys from Hell"      | 4:03    |  |
| 2.  | "Primal Concrete Sledge" | 2:13    |  |
| 3.  | "Psycho Holiday"         | 5:19    |  |
| 4.  | "Heresy"                 | 4:46    |  |
| 5.  | "Celemetery Gates"       | 7:02    |  |
| 6.  | "Domination"             | 5:05    |  |
| 7.  | "Shattered"              | 3:21    |  |
| 8.  | "Clash with Reality"     | 5:16    |  |
| 9.  | "Medicine Man"           | 5:15    |  |
| 10. | "Message in Blood"       | 5:09    |  |
| 11. | "The Sleep"              | 5:47    |  |
| 12. | "The Art of Shredding"   | 4:18    |  |

### Disco 2: Expanded Edition bonus CD
| Live: Foundations Forum (1990) |                                                            |         |  |
| N.º                            | Título                                                     | Duração |  |
| 1.                             | "Domination" (Live at Foundations Forum, 1990)             | 4:55    |  |
| 2.                             | "Psycho Holiday" (Live at Foundations Forum, 1990)         | 5:25    |  |
| 3.                             | "The Art of Shredding" (Live at Foundations Forum, 1990)   | 5:47    |  |
| 4.                             | "Cowboys from Hell" (Live at Foundations Forum, 1990)      | 5:01    |  |
| 5.                             | "Cemetery Gates" (Live at Foundations Forum, 1990)         | 7:05    |  |
| 6.                             | "Primal Concrete Sledge" (Live at Foundations Forum, 1990) | 3:51    |  |
| 7.                             | "Heresy" (Live at Foundations Forum, 1990)                 | 5:12    |  |

| EP Alive and Hostile |                                                             |         |  |
| N.º                  | Título                                                      | Duração |  |
| 8.                   | "Domination" (Live at Monsters In Moscow, 1991)             | 7:05    |  |
| 9.                   | "Primal Concrete Sledge" (Live at Monsters In Moscow, 1991) | 3:17    |  |
| 10.                  | "Cowboys from Hell" (Live at Monsters In Moscow, 1991)      | 4:16    |  |
| 11.                  | "Heresy" (Live at Monsters In Moscow, 1991)                 | 4:59    |  |
| 12.                  | "Psycho Holiday" (Live at Monsters In Moscow, 1991)         | 5:50    |  |

### Disco 3:Cowboys from Hell: The Demos
Somente disponíveis nas edições 'Deluxe' e 'Ultimate'.
| Lista de faixas |                               |         |  |
| N.º             | Título                        | Duração |  |
| 1.              | "The Will to Survive"         | 4:14    |  |
| 2.              | "Shattered" (demo)            | 4:47    |  |
| 3.              | "Cowboys from Hell" (demo)    | 7:03    |  |
| 4.              | "Heresy" (demo)               | 4:42    |  |
| 5.              | "Cemetery Gates" (demo)       | 5:19    |  |
| 6.              | "Psycho Holiday" (demo)       | 5:09    |  |
| 7.              | "Medicine Man" (demo)         | 4:52    |  |
| 8.              | "Message in Blood" (demo)     | 4:57    |  |
| 9.              | "Domination" (demo)           | 4:45    |  |
| 10.             | "The Sleep" (demo)            | 6:15    |  |
| 11.             | "The Art of Shredding" (demo) | 4:11    |  |

## Créditos
- Vinnie Paul – Bateria
- Phil Anselmo – Vocal
- Dimebag Darrell – Guitarra
- Rex Brown – Baixo

## Paradas e certificações
Paradas musicais (Álbum)
| Ano  | Paradas musicais     | Posição de pico |
| ---- | -------------------- | --------------- |
| 1992 | Top Heatseekers      | 27              |
| 1995 | Swedish Albums Chart | 46              |
| 2010 | Billboard 200        | 117             |
| 2010 | Catalog Albums Chart | 8               |

Certificações
| País           | Certificação | Data                   | Vendas    |
| -------------- | ------------ | ---------------------- | --------- |
| Estados Unidos | Ouro         | 14 de setembro de 1993 | 500,000   |
| Estados Unidos | Platina      | 16 de julho de 1997    | 1,000,000 |
| Reino Unido    | Prata        | 1 de setembro de 2006  | 60,000    |
| Reino Unido    | Ouro         | 1 de setembro de 2006  | 100,000   |